# Tir (hockey sur glace)
Pour les articles homonymes, voir Tir (homonymie).
Un tir ou lancer au hockey sur glace désigne une tentative d'un joueur de marquer un but, en frappant le palet (rondelle) avec sa crosse (bâton de hockey) en direction du filet. Il existe plusieurs types de tir au hockey sur glace.

## Tir du poignet

### Histoire
Le tir du poignet (en anglais Wrist shot) existe depuis le début du hockey, c'est-à-dire, vers la fin du XIXe siècle.

### Le geste
Ne consiste pas à frapper le palet, puisqu'il est déjà sur la palette, mais à faire glisser sous une forme de balayage de l'arrière vers l'avant, avec un transfert de poids de l'arrière vers l'avant et dans certains cas, en se baissant presque jusqu'au niveau du sol pour ajouter de la puissance. Pour faire monter le tir, il faut baisser la main qui tient le bâton en arrière et lever la main avant vers le haut dans un mouvement d'arrière vers l'avant. Ainsi la rondelle est projeté fortement. Ce tir est le plus précis de tous et il en existe plusieurs variantes. Le tir du revers est l'une de ses formes. Le tir sur réception peut aussi s'exécuter avec un lancer du poignet.
Les avantages de ce tir sont la rapidité extrême du geste, la précision et, suivant la force physique des joueurs, la puissance du tir.

## Tir frappé

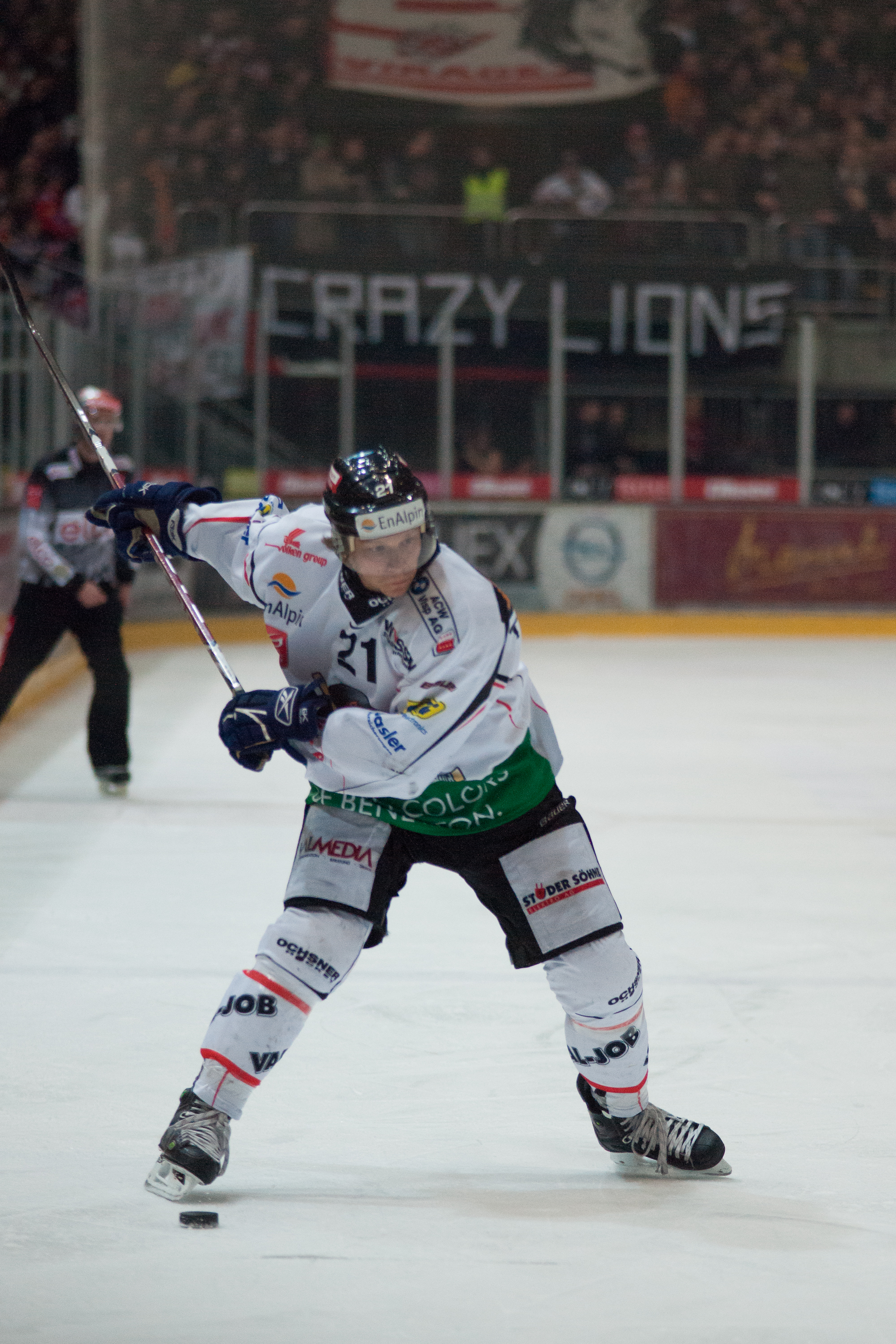
Un hockeyeur qui s'apprête à effectuer un tir frappé.

Le lancer frappé (en anglais Slapshot) est le tir le plus dur et le plus puissant, qui s'effectue en utilisant tout le haut du corps, en levant la crosse très haut à l'arrière du corps puis en la ramenant violemment vers l'avant.

### Histoire
Il s'agit d'un lancer effectué avec tout le haut du corps contrairement au lancer du poignet. Utilisé pour la première fois accidentellement par Bernard Geoffrion, surnommé « Boom Boom » à la suite de ce geste, un joueur des Canadiens de Montréal de la Ligue nationale de hockey et membre du Temple de la renommée du hockey, ce lancer a la particularité d'être le plus puissant de tous.

### Le geste
Il consiste à lever sa crosse très haut vers l'arrière, parfois au-dessus des épaules, les deux mains sur le manche, et de redescendre cette dernière le plus vite possible, en frappant la glace quelques centimètres avant le palet, de mettre son poids pour arquer légèrement la crosse et finalement décharger toute cette énergie sur le palet tout en continuant le mouvement pour diriger le mieux possible sa trajectoire. En décomposition, le mouvement de la crosse peut aller d'un demi-cercle, jusqu'à un cercle complet suivant les joueurs. 
Aidé par le poids du corps et la vitesse d'exécution, ce tir permet d'atteindre des vitesses supérieures aux 100 km/h (certains joueurs arrivent à tirer à près de 180 km/h). 
L'intérêt majeur de ce tir lorsqu'il est bien exécuté, est sa puissance et sa rapidité en cas de tir sur réception.
C'est un tir spectaculaire qui a cependant des défauts : 
- il est relativement imprécis
- il tend bien souvent à être prévisible étant donné qu'il est composé d'un mouvement d'armement (élan)

Vic Hadfield, qui avait développé un lancer frappé avec une nouvelle courbe de crosse, envoyait la moitié de ses tirs dans les gradins. Son coéquipier l’apostrophe :  « As-tu déjà vu une aréna où le filet était au troisième balcon ? Es-tu aveugle ou quoi ? » (Bernard Geoffrion, 1971).

## Tir frappé court
Un tir frappé court (en anglais anglais : Snap Shot) est un tir frappé abrégé.
Il se réalise en combinant les avantages de la main comme dans le lancer du poignet (précision et rapidité d'exécution) et la lancer frappé (vitesse de la rondelle). Il s'accomplit d'un mouvement rapide des poignets alors que la rondelle ne bouge pas. La différence avec un tir du poignet est que la palette du bâton accélère avant de frapper le palet. Elle permet au joueur de fléchir son bâton et ainsi d'éjecter le palet à une vitesse élevée mais moindre que lors d'un tir frappé.
Généralement la crosse n'est pas élevée plus haut que le genou durant ce tir. Il est le plus employé lorsque le joueur décide de ne pas reprendre instantanément une passe. Ce tir est un compromis entre le lancer du poignet et le tir frappé. Il peut être parfois confondu avec ces deux tirs en raison de sa nature trompeuse.

## Tir du revers
Un tir du revers (en anglais backhand shot) est un tir réalisé avec l'arrière de la crosse. Ce type de tir est une feinte souvent utilisé sur les échappées, les tirs de pénalité et les tirs de fusillade.
Comparé à un tir classique, il est moins précis et moins puissant, mais plus déroutant pour les gardiens de but.

## Tir sur réception

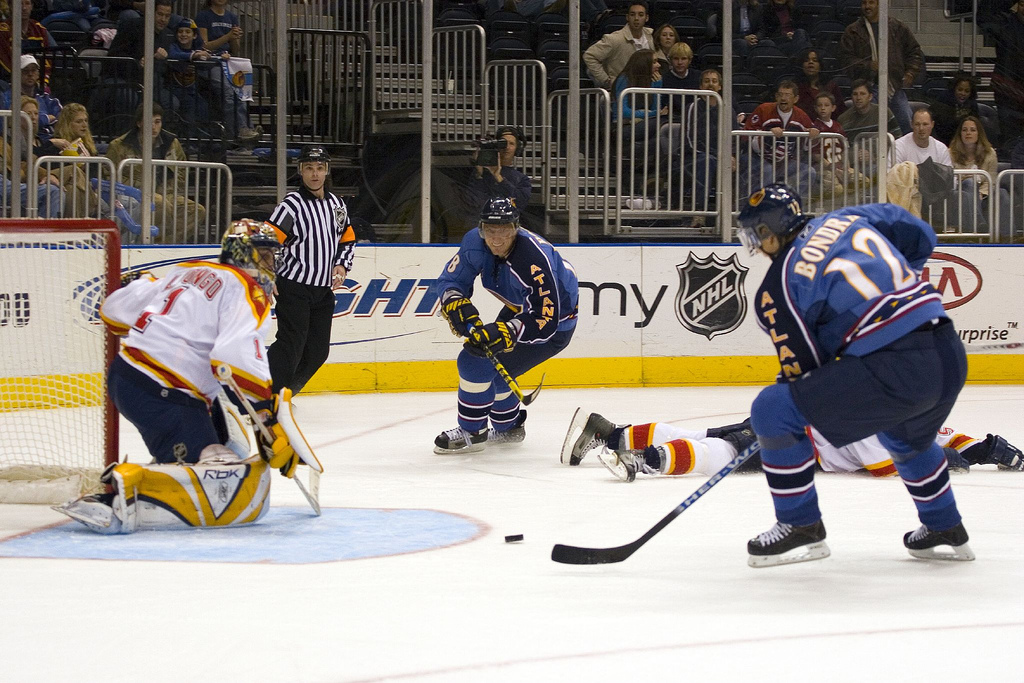
Le joueur du fond a passé le palet, celui au 1er plan s'apprête à réaliser un tir.

Le tir sur réception ou reprise instantanée (en anglais anglais : one timer) est un tir réalisé lorsqu'un joueur effectue un tir frappé à la réception d'une passe d'un coéquipier sans prendre le temps de contrôler le palet avec sa crosse.
Une reprise instantanée nécessite une synchronisation précise de la part des joueurs qui la réalisent, notamment pour le tireur. Ce jeu augmente souvent les chances de marquer un but. Son efficacité réside dans la vitesse du palet après le tir frappé, et, également, dans le changement soudain de la direction de la rondelle.
Un lancer du poignet peut également être réalisé lors d'une reprise instantanée, même si le palet part moins vite que lors d'un tir frappé.